# Azores Eco Rallye
L'Azores Eco Rallye è una competizione automobilistica che si svolge nelle Isole Azzorre in Portogallo. Riservata a veicoli alimentati tramite fonti di energia alternativa, è inserita dal 2024 nel programma della FIA ecoRally Cup.

## Albo d'oro
| Edizione | Vincitore                                        | 2º classificato                                   | 3º classificato                                     |
| -------- | ------------------------------------------------ | ------------------------------------------------- | --------------------------------------------------- |
| 2024     | Guido Guerrini (pilota) Artur Prusak (co-pilota) | Michal Žďárský (pilota) Jakub Nábělek (co-pilota) | Nuno Serrano (pilota) Alexandre Berardo (co-pilota) |
| 2024     | Kia eNiro                                        | Hyundai Kona                                      | Kia EV6                                             |